# Apure (állam)
Apure Venezuela egyik szövetségi állama.

## Települések
Apure hét önkormányzati területre van felosztva (municipio):
| Önkormányzat    | Főváros               |
| --------------- | --------------------- |
| Achaguas        | Achaguas              |
| Biruaca         | Biruaca               |
| Muñoz           | Bruzual               |
| Pedro Camejo    | San Juan de Payara    |
| Páez            | Guasdualito           |
| Rómulo Gallegos | Elorza                |
| San Fernando    | San Fernando de Apure |

## Földrajz
Az állam Venezuela délnyugati részén található, Kolumbia határán. 296 km hosszan Apure és Kolumbia határát az Arauca folyó alkotja.